# Síndrome de Bardet-Biedl

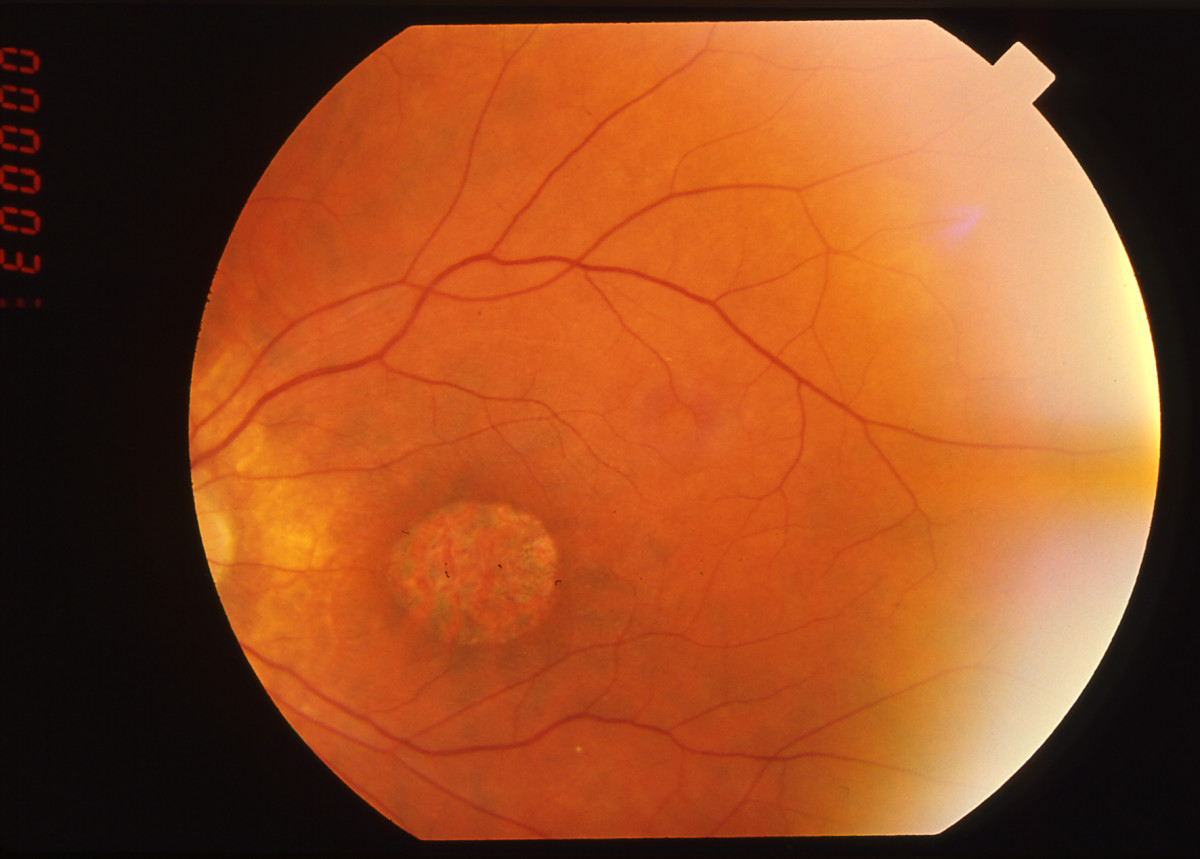
Fundo de um paciente de 31 anos com essa síndrome

Síndrome de Bardet-Biedl, ou simplesmente BBS, é uma doença genética relacionada ao prejuízo da
expressão gênica de pelo menos um dos seguintes genes: BBS1, BBS2,
BBS3, BBS4, BBS5, BBS6, BBS7, BBS8, BBS9, BBS10, BBS11, BBS12,
BBS13 (FRITZZ), BBS14 (CEP290)que podem formar o BBSome ou as
chaperonas. O complexo BBSome auxilia no IFT (Intraflagellar Transport, em inglês,ou Transporte Intraflagelar, em português) e é composto pelas
proteínas BBS1, BBS2, BBS4, BBS5, BBS7, BBS8 e BBS9. As chaperonas,
por sua vez, são as proteínas que regulam a atividade desse complexo e
são representadas por BBS6, BBS10 e BBS12. A síndrome tem a obesidade como uma das características principais. A  grande  maioria  das  crianças  apresentam  hiperfagia  o que leva  a  obesidade. Há também moderado  atraso do desenvolvimento neurocognitivo e  atraso  de  caracteristicas  sexuais,  como  hipogonadismo.
Ainda não existe tratamento para a doença, já que ela está relacionada diretamente à expressão gênica, embora os sintomas possam ser tratados. Um em cada 160 mil nascimentos tem a doença.

## Sintomas
Os sintomas mais frequentes são: obesidade, retinopatias (doença degenerativa não
inflamatória da retina) como a distrofia retiniana, polidactilia, problemas renais,
hipogonadismo e retardo mental. Outros
problemas também relacionados à BBS, porém
menos frequentes, são os seguintes: estrabismo,
catarata, astigmatismo, anosmia (diferentes
graus, com possível perda total, de sensibilidade
olfativa), problemas auditivos, sindactilia
(qualquer grau de fusão ou aderência – por meio
de membranas – dos dedos das mãos ou pés,
envolvendo as partes moles ou até estruturas
ósseas), braquidactilia (encurtamento dos dedos),
cardiomiopatia dilatada (causada pela hipertrofia
do septo interventricular e do ventrículo
esquerdo), situs inversus (inversão de órgãos
internos), dificuldade com interações sociais
(muitas vezes, associada à forma branda de
autismo), deficiência nas sensações térmica e
mecânica, diabete tipo II, hipertensão e
hipercolesterolemia.

## Causas moleculares dos sintomas principais
1) Obesidade: pessoas com BBS tendem a ter maiores índices de massas corpóreas (IMC
médio de 31,5 nas mulheres e 36,6 nos homens), maior quantidade de gordura visceral e
baixa atividade locomotora, o que inclui baixo consumo energético. Devido à existência do
baixo consumo energético e da hiperfagia, especulou-se que a obesidade da BBS poderia
estar relacionada à leptina. A leptina é uma proteína com 167 aminoácidos expressa
principalmente em adipócitos, de onde é lançada em direção à corrente sanguínea. Sua ação
no SNC (sistema nervoso central) promove a perda de peso, com a redução da fome e aumento do gasto energético.
Testes com os indivíduos afetados ressaltaram a hiperleptinemia, mostrando que a obesidade
associada à síndrome não é devida à deficiência de leptina, mas sim, à resistência do
organismo ao hormônio. Para encontrar a fonte dessa resistência, foram elaboradas 3
hipóteses:
1)A primeira se baseava no fato de a leptina não conseguir ser transportada do
plasma sanguíneo ao cérebro. Esse transporte ocorre, em condições normais, por meio de
receptores a leptina (denominados ObRb), que garantem o fluxo unidirecional do hormônio e
são localizados no endotélio da vasculatura cerebral e no plexo coróide. Essa hipótese, no
entanto, foi logo rechaçada, devido à presença de altos níveis de leptina no líquido
cerebroespinhal e à continuidade do problema em questão mesmo após a aplicação de leptina
diretamente ao ventrículo cerebral.
2)A segunda hipótese era a de menor expressão gênica
hipotalâmica dos receptores ObRb, a qual foi descartada pela simples averiguação dos índices
de receptores ObRb na célula.
3)A terceira e última hipótese, que foi considerada plausível,
seria a existência de problemas na via de sinalização celular relacionada aos receptores
ObRb. Isso porque os receptores ObRb não conseguem ser transportados para sua devida
localização na membrana plasmática, em virtude da disfunção dos microtúbulos do axonema
(com conseqüente problema no IFT), causada pela deficiência do complexo BBSome. Esses
receptores ObRb, quando na sua localização correta, ativam a fosforilação da STAT-3, que,
por sua vez, ativa a expressão do gene POMC nos neurônios POMC e inativa a expressão do
genes AgRP e NPY nos neurônios NPY. Os índices de AgRP e de NPY (Neuropeptídeo Y) nas células de indivíduos
com BBS não parecem ter sido influenciados. No entanto, a expressão gênica do POMC foi
consideravelmente reduzida, explicando a falta de saciedade e a diminuição do consumo
energético nessas pessoas.
2) Distrofia Retiniana: doença degenerativa não inflamatória da retina que acarreta a
perda progressiva de visão. Inicialmente, a visão noturna é a mais afetada, caracterizando a
cegueira noturna. Em seguida, o quadro clínico se agrava com perda de visão periférica. Por
fim, perde-se também a visão central. A evolução dessa doença é decorrente da inativação
de pelo menos um dos genes BBS, o que causa a inibição do complexo BBSome (e, por
consequência, o IFT é afetado). Isso, por sua vez, impede o correto endereçamento da
rodopsina na célula, causando a apoptose dos fotorreceptores, com conseqüente degeneração
da retina. Além disso, a inativação desses genes pode levar a defeitos na transmissão da
informação sensorial dos fotorreceptores aos neurônios secundários.
3) Polidactilia: acréscimo do número de dedos das mãos ou dos pés. Sua presença em
indivíduos com BBS está relacionada à desregulação da via de sinalização celular Hh
(Hedgehog) no período embrionário. Sabe-se que quanto maior a concentração de proteínas
SHh (sonic hedgehog) maior será a probabilidade de polidactilia no local.

4) Problemas Renais: os problemas renais mais freqüentes são rins com dimensões
reduzidas e a presença de cistos corticais ou medulares. Os sintomas mais simples
manifestados por problemas renais são a poliúria e a polidipsia. Esses problemas renais são
decorrentes da desregulação da via de sinalização Wnt. Sabe-se que quanto maior a
atuação da sinalização canônica maior será a probabilidade de formação de cistos renais.
5) Hipogonadismo: atrofia do sistema reprodutivo, caracterizada pelo micropênis e
diminuição do volume dos testículos no sexo masculino, e pela menarca tardia, dentre outros
acometimentos, no sexo feminino.
6) Desordens Neurológicas: as principais ocorrências são caracterizadas pela dificuldade
em se sociabilizar (alguns médicos consideram como uma forma branda de autismo),
perturbações na fala, depressão, imaturidade emocional, transtornos obsessivos compulsivos
e dificuldade de aprendizado. Todas essas desordens neurológicas são oriundas da má
formação dos cílios primários do SNC, que recebem e reconfiguram sinais formadores de
neurônios, esculpem o plano corporal e formam, em última análise, o próprio cérebro.
Obs.: apenas um único cílio de cada célula é responsável por essa recepção e
reconfiguração dos sinais formadores de neurônios.